# Германско-финляндские отношения
Германско-финляндские отношения — двусторонние дипломатические отношения между Германией и Финляндией.

## История
4 января 1918 года Германская империя признала независимость Финляндии от Российской империи. Во время гражданской войны в Финляндии Германия сыграла заметную роль, поддержав Белофиннов и обучая финских егерей. В апреле 1918 года, одном из решающих сражений войны, германские войска одержали победу над Финляндской социалистической рабочей республикой и заняли Хельсинки.
Перед началом Второй мировой войны Союз Советских Социалистических Республик (СССР) и Германский рейх заключили секретный Договор о ненападении между Германией и Советским Союзом, одним из следствием которого стало нападение СССР на Финляндию. После начала Великой Отечественной войны Финляндия и Германский рейх вместе воевали против СССР во время Войны-продолжения (1941-44), но в сентябре 1944 года было заключено Московское перемирие и финляндские войска приняли участие в Лапландской войне против германской армии. В 1972 году Финляндия признала Федеративную Республику Германия (ФРГ) и Германскую Демократическую Республику (ГДР). В июле 1972 года Финляндия установила дипломатические отношения с ГДР, а в январе 1973 года с ФРГ. В настоящее время обе страны являются участниками Европейского союза и Шенгенского соглашения.

## Экономические отношения
В 2017 году Германия являлась самым важным торговым партнером Финляндии: импорт товаров из Германии составляет 11 млрд евро, а экспорт в Германию — 8,2 млрд евро. Торговый баланс сложился в пользу Германии в размере 2,8 млрд евро. Более 80 % германского импорта поступает в Финляндию по морю, причем ключевую роль играют немецкие порты в Гамбурге, Ростоке и Любеке. Германия является одним из главных направлений для финляндских инвестиций. Около 440 финляндских компаний инвестировали в экономику Германию, в основном компании бумажной промышленности Финляндии (Stora Enso, UPM и Metsä Group). В настоящее время в Финляндии действуют около 330 германских компаний. В 1978 году была основана Германско-финляндская торговая палата и в настоящее время насчитывает около 700 финляндских и германских компаний-членов.

## Дипломатические представительства
У Германии имеется посольство в Хельсинки. У Финляндии есть посольство в Берлине, генеральное консульство в Гамбурге, почетные генеральные консульства в Дюссельдорфе и Мюнхене, а также почетные консульства в Бремене, Дрездене, Франкфурте-на-Майне, Ганновере, Киле, Любеке, Ростоке, Штутгарте и Вильгельмсхафене.

## Официальные немецкие учреждения в Финляндии
Посольство Германии в Хельсинки ведет список следующих немецких учреждений в стране.
- Институт имени Гёте Goethe-Institut Finnland в Хельсинки
- Торговая палата Deutsch-Finnische Handelskammer в Хельсинки
- Церква Deutsche Gemeinde in Finnland в Хельсинки
- Школа Deutsche Schule Helsinki в Хельсинки
- Библиотека Deutsche Bibliothek Helsinki в Хельсинки
- Зонтичная организация Verband der Finnisch-Deutschen Vereine e.V. в Хельсинки
- Дом культуры Deutsches Kulturzentrum Tampere в Тампере
- ФК Германия Хельсинки в Хельсинки